# Max Pinlig
Max Pinlig er en dansk børnefilm fra 2008, instrueret af Lotte Svendsen, med Samuel Heller-Seiffert i hovedrollen. Filmen er en fortsættelse af tv-serien Max der kørte på DR1 fra 2007 til 2008. Filmen blev produceret uden støtte fra Det Danske Filminstitut.

## Handling
Max forelsker sig i en klassekamerat ved navn Ofelia men han kan ikke få det sagt til hende. Imens bliver Max mere populær hos de seje drenge på skolen men så må han fravælge sine gamle venner Esther og Hassan og det bliver værre da Maxs pinlige mor blander sig.

## Modtagelse
De danske anmeldere tog fint imod filmen. Ifølge den danske filmside Scope.dk gav anmelderene gennemsnitligt fire ud af seks stjerner til filmen. Ebbe Iversen fra Berlingske Tidende gav filmen fem stjerner og skrev at filmen; "er spruttende veloplagt instrueret og spillet, [og] den vrimler med originale indfald". Samme stjernemarkering blev den givet ved Filmz.dk, hvor anmelderen mente den var favorabel i forhold Far til Fire-filmene, og samtidig roste filmen for dens skævhed og skrev at filmen; "på mange måder er en hyldest til de skæve og mindre perfekte stunder". Derimod skrev anmelderen fra hjemmesiden Cinemazone, at filmen var for ambitiøs og ikke formåede at få behandlet sin tematik ordenligt; "Max Pinlig som problemfilm overstiger det rimelige for 100 minutters filmrulle, føles overgangene mellem stadierne oftest lidt for let forløst". Han gav filmen tre stjerner.
Filmen blev udgivet i danske biografer i december 2008 og solgte i alt 163.473 billetter. Efterfølgende modtog filmen to fortsættelser; Max Pinlig 2: Sidste Skrig i 2011 og Max Pinlig 3 På Roskilde i 2012.

### Priser og festivaler
Filmen har vundet fem priser og er blev efter sin danske premiere vist på flere festivaler i udlandet. Den modtog en Robert for årets børne- og familiefilm i 2009.
Priser:
- Danmarks Film Akademi Robert-uddeling 2009
- Speciel Omtale, Børn ved Berlin Filmfestival 2009
- Hovedpris - De gyldne sutsko ved Zlin Int. Film Festival for Children & Youth i 2009
- Bedste Film Antwerpen European Youth FF of Flanders 2010

Filmen er blevet vist ved følgende festivaler:
- Toronto International Film Festival (2010)
- Antwerpen European Youth FF of Flanders (2010)
- London Children's Film Festival (2009)
- Gijon International Film Festival (2009)
- Vienna International Children's Film Festival	(2009)
- Discovery - Scotland's Int. Film Fest for Children & Young People (2009)
- Amsterdam Cinekid (2009)
- London Film Festival (2009)
- Reykjavik Film Festival (2009)
- Rio de Janeiro Brazilian Int. Children´s Film Festival (2009)
- Espoo Ciné International Film Festival (2009)
- Giffoni Film Festival (2009)
- Seoul International Youth Film Festival (2009)
- Munich International Film Festival (2009)
- Zlin Int. Film Festival for Children & Youth (2009)
- Kristiansand International Children's Film Festival (2009)
- Halifax, ViewFinders: International FF for Youth (2009)
- Stockholm Film Festival Junior (2009)
- Riga Arsenals (2009)
- Montreal International Children's Film festival (2009)
- Berlin Filmfestival (2009)

## Medvirkende
- Samuel Heller-Seiffert – Max Christiansen
- Mette Agnete Horn – Agnete Christiansen - Max' mor
- Lars Bom – Steen Cold
- Louise Mieritz – Ulla
- Rasmus Bjerg – Carlo
- Anna Agafia Svideniouk Egholm – Esther
- Faysal Mobahritz – Hassan
- Ophelia Eriksen – Ofelia
- Signe Wenneberg – Signe Cold
- Anders Hove – Mogens
- Rasmus Berg Jensen – Nicklas
- Michelle Bjørn-Andersen – Marianne
- William Horn – William
- Sarah Muldgaard Enoch – Alma
- Lisa Littauer – Bibi
- Caroline Henderson - Ofelias tante